# Катишев Олексій Юрійович
Олексій Юрійович Катишев (рос. Алексей Юрьевич Катышев) (17 березня 1949 — 30 листопада 2006) — радянський актор, який зіграв «доброго молодця» в двох фільмах-казках Олександра Роу.

## Життєпис
У 1964 році закінчив курси звукорежисерів при Ялтинської кіностудії. З 1968 року виконав головні ролі в двох стрічках Роу. Практично відразу після закінчення зйомок Олексія призвали до армії. Після смерті режисера в 1973 році виявився незатребуваним, знімався в епізодах. До початку дев'яностих працював водієм молоковоза на 62-й ялтинській автобазі. Дружина відмовилася прописувати Олексія, і останні роки життя він проживав у своєї знайомої працівниці кіностудії.

## Особисте життя
У 19 років одружився з дівчиною на ім'я Ірина. Їх перша дочка померла одразу ж після народження через лікарську помилку. Пізніше дружина народила другу доньку, яку назвали Оксаною, потім одну за одною вона народила ще двох дочок.

## Смерть
28 листопада 2006 року Катишева доставили в ялтинську лікарню сильно побитого. За два тижні до цього Олексія побила п'яна молодіжна компанія. Лікарі виявили у нього легеневу і серцеву патології, що призвели до розвитку сепсису. Олексій Катишев помер 30 листопада 2006 року. Похований в Ялті.

## Фільмографія
| Рік  | Фільм                               | Оригінальна назва                        | Роль                    |
| ---- | ----------------------------------- | ---------------------------------------- | ----------------------- |
| 1965 |                                     | рос. От семи до двенадцати               | епізод                  |
| 1968 | Вогонь, вода та... мідні труби      | рос. Огонь, вода и... медные трубы       | Вася                    |
| 1969 | Варвара-краса, довга коса           | рос. Варвара-краса, длинная коса         | Андрій, рибальський син |
| 1971 | Весняна казка                       | рос. Весенняя сказка                     | Лель                    |
| 1973 | Про Вітю, про Машу і морську піхоту | рос. Про Витю, про Машу и морскую пехоту | єпізод                  |